# Werder (powiat Mecklenburgische Seenplatte)
Werder – gmina w Niemczech, w kraju związkowym Meklemburgia-Pomorze Przednie, w powiecie Mecklenburgische Seenplatte, wchodząca w skład Związku Gmin Treptower Tollensewinkel.
Dzielnice:
- Kölln
- Werder
- Wodarg